# Maxime Lefrançois
Pour les articles homonymes, voir Lefrançois.
Maxime Lefrançois est un acteur français.

## Filmographie

### Cinéma
- 1995 : Visiblement je vous aime de Jean-Michel Carré : Christophe
- 2004 : L'Américain de Patrick Timsit : le body-builder
- 2007 : La Clef de Guillaume Nicloux: l'homme Arp
- 2009 : Rapt de Lucas Belvaux : Bertaux
- 2010 : Holiday de Guillaume Nicloux : Rémi van Groll
- 2010 : Mon pote de Marc Esposito : le malabar
- 2011 : Nos résistances de Romain Cogitore : le brigadier
- 2011 : Low Cost de Maurice Barthélémy : Guy
- 2014 : Das Mörtal : la Pussy de La Barbe Rousse (court métrage) :
- 2014 : L'Enlèvement de Michel Houellebecq de Guillaume Nicloux : Max
- 2015 : Joan of Arc de Russell Holt (documentaire) : le vieux général
- 2018 : L'Empereur de Paris de Jean-François Richet : Farge
- 2019 : Thalasso de Guillaume Nicloux : Max
- 2023 : The Walking Dead: Daryl Dixon

### Télévision
- 2007 : Sur le fil : Marc Stalk (1 épisode)
- 2009 : Obsessions : Dibtel
- 2010 : La Commanderie : Pierre Sicart (3 épisodes)
- 2010 : Un flic : Alban (1 épisode)
- 2010 : Marion Mazzano : Grégory Coquart (2 épisodes)
- 2010-2014 : Engrenages : le commissaire au Bac 93 et Michel Moreno (2 épisodes)
- 2011 : Flics : Franck (1 épisode)
- 2012 : The Hollow Crown : le connétable de France (1 épisode)
- 2013 : Crossing Lines : Belanger (1 épisode)
- 2013 : Tunnel : l'agent de la Lima One (1 épisode)
- 2015 : Spotless : Romain (5 épisodes)